# شهرک مهاجرین
شهرک مهاجرین، روستایی از توابع بخش مرکزی شهرستان دزفول در استان خوزستان ایران است.

## جمعیت
این روستا در دهستان شمس‌آباد قرار دارد و براساس سرشماری مرکز آمار ایران در سال ۱۳۸۵، جمعیت آن ۳٬۷۷۴ نفر (۷۳۱خانوار) بوده‌است.